# Cyrestis ribbei
Cyrestis ribbei är en fjärilsart som beskrevs av Martin 1903. Cyrestis ribbei ingår i släktet Cyrestis och familjen praktfjärilar. Inga underarter finns listade i Catalogue of Life.